# Шайбан Роман Богданович
Роман Богданович Шайбан нар. 1 липня 1978, Івано-Франківськ) — український футболіст, який грав на позиції півзахисника. Відомий за виступами в низці клубів першої ліги.

## Кар'єра футболіста
Роман Шайбан народився в Івано-Франківську, де й розпочав займатися футболом, першим його тренером був відомий у минулому футболіст Богдан Дебенко. Розпочав виступи на футбольних полях у 1998 році в командах «Волинь-2» і «Явір» Цумань, а в 1999 році дебютував у команді першої української ліги «Волинь» з Луцька. У складі команди грав до кінця 2000 року, зіграв у її складі загалом 27 матчів чемпіонату. Протягом 2001 року Шайбан грав у складі іншої команди першої ліги «Електрометалург-НЗФ» з Нікополя, за яку провів 20 матчів чемпіонату. У сезоні 2002—2003 років футболіст був у складі команди першої ліги «Прикарпаття» з Івано-Франківська, проте в її складі зіграв лише 2 матчі, а більшість часу грав у складі фарм-клубу івано-франківської команди «Лукор» з Калуша, у складі якого став переможцем групового турніру в другій лізі. У другій половині 2003 року Шайбан грав у складі команди другої ліги «Нива» з Тернополя, а на початку 2004 року грав у складі іншої команди «Техно-Центр» з Рогатина. У 2004—2005 роках футболіст грав у складі аматорської команди «Сокіл» з Бережан. Пізніше Роман Шайбан тривалий час грав у низці аматорських клубів Івано-Франківської області.

## Досягнення
- Переможець другої ліги (Групи А): 2002–2003